# Aeroportul Charlevoix
Aeroportul Charlevoix (IATA: YML, ICAO: CYML) este un aeroport din Saint-Irénée⁠(d), Charlevoix-Est⁠(d), Capitale-Nationale⁠(d), Provincia Québec, Canada ce deservește zona Saint-Irénée⁠(d). Aeroportul a fost tranzitat în 2014 de 0 pasageri.
Situat la o altitudine de 298 m, aeroportul dispune de o singură pistă. Este operat de Charlevoix-Est⁠(d).